# Julius Großmann
Karl Julius Franz Großmann (* 2. März 1845 in Chmiellowitz; † 28. September 1910 in Dobbrikow) war ein deutscher Historiker und Archivar.

## Leben
Großmann studierte nach dem Abitur am Maria-Magdalenen-Gymnasium 1864 Philosophie, Geschichte und Philologie in Breslau und Berlin. Nach Ableistung des Wehrdienstes und Promotion 1869 (Ernst von Mansfeld und die Schlacht an der Dessauer Brücke (1626)) zum Dr. phil. an der Universität Breslau wurde er 1873 Archivsekretär am Preußischen Hausarchiv. Seit 1874 war er Archivar am Geheimen Staatsarchiv Berlin. 1876 kehrte er als Archivrat zum Preußischen Hausarchiv zurück, wo er unter anderem den Ergänzungsband zur Quellensammlung Monumenta Zollerana. Urkundenbuch des Hauses Hohenzollern (Bd. 8, 1890) edierte.

## Werke
- Des Grafen Ernst von Mansfeld letzte Pläne und Thaten. Breslau 1870.
- Die Amsterdamer Börse vor zweihundert Jahren. Ein Beitrag zur Geschichte der Politik und des Börsenwesens im mittleren Europa (1672–1673). Nach den Akten des Wiener Staats-Archives. Haag 1876.
- Wetterperioden?. Berlin 1889 mdz-nbn-resolving.de
- mit Martin Scheins (Hg.): Monumenta Zollerana. Urkunden-Buch zur Geschichte des Hauses Hohenzollern. Band 8. Ergänzungen und Berichtigungen zu Band I–VII. 1085–1417. Berlin 1890.
- mit Ernst Berner, Georg Schuster und Karl Theodor Zingeler: Genealogie des Gesamthauses Hohenzollern. Nach den Quellen. Berlin 1905.